# Leo Sauer
Leo Sauer (ur. 16 grudnia 2005 w Bratysławie) – słowacki piłkarz grający na pozycji napastnika w holenderskim klubie NAC Breda na wypożyczeniu z Feyenoordu oraz w reprezentacji Słowacji. Uczestnik Mistrzostw Europy 2024.